# Bryan Rhodes
Pour les articles homonymes, voir Rhodes (homonymie).
Bryan Rhodes, né le 28 janvier 1973 à Taupo, est un triathlète professionnel néo-zélandais, multiple vainqueur sur triathlon Ironman.

## Palmarès
Le tableau présente les résultats les plus significatifs (podium) obtenus sur le circuit international de triathlon depuis 1999,.
| Année | Compétition              | Pays             | Position           | Temps           |
| ----- | ------------------------ | ---------------- | ------------------ | --------------- |
| 2012  | Ironman 70.3 Sri Lanka   | Sri Lanka        | Médaille d'argent  | 3 h 59 min 14 s |
| 2009  | Ironman Malaisie         | Malaisie         | Médaille d'argent  | 8 h 32 min 52 s |
| 2008  | Ironman Canada           | Canada           | Médaille d'or      | 8 h 30 min 11 s |
| 2007  | Ironman Floride          | États-Unis       | Médaille de bronze | Timing          |
| 2006  | Ironman Malaisie         | Malaisie         | Médaille de bronze | Timing          |
| 2005  | Ironman Nouvelle-Zélande | Nouvelle-Zélande | Médaille de bronze | Timing          |
| 2005  | Ironman Royaume-Uni      | Royaume-Uni      | Médaille d'or      | 8 h 42 min 14 s |
| 2004  | Ironman Japon            | Japon            | Médaille de bronze | 9 h 9 min 56 s  |
| 2002  | Ironman Malaisie         | Malaisie         | Médaille d'or      | 8 h 10 min 35 s |
| 2001  | Ironman Malaisie         | Malaisie         | Médaille d'or      | Timing          |
| 1999  | Ironman Canada           | Canada           | Médaille de bronze | Timing          |